# Sunnenrüti

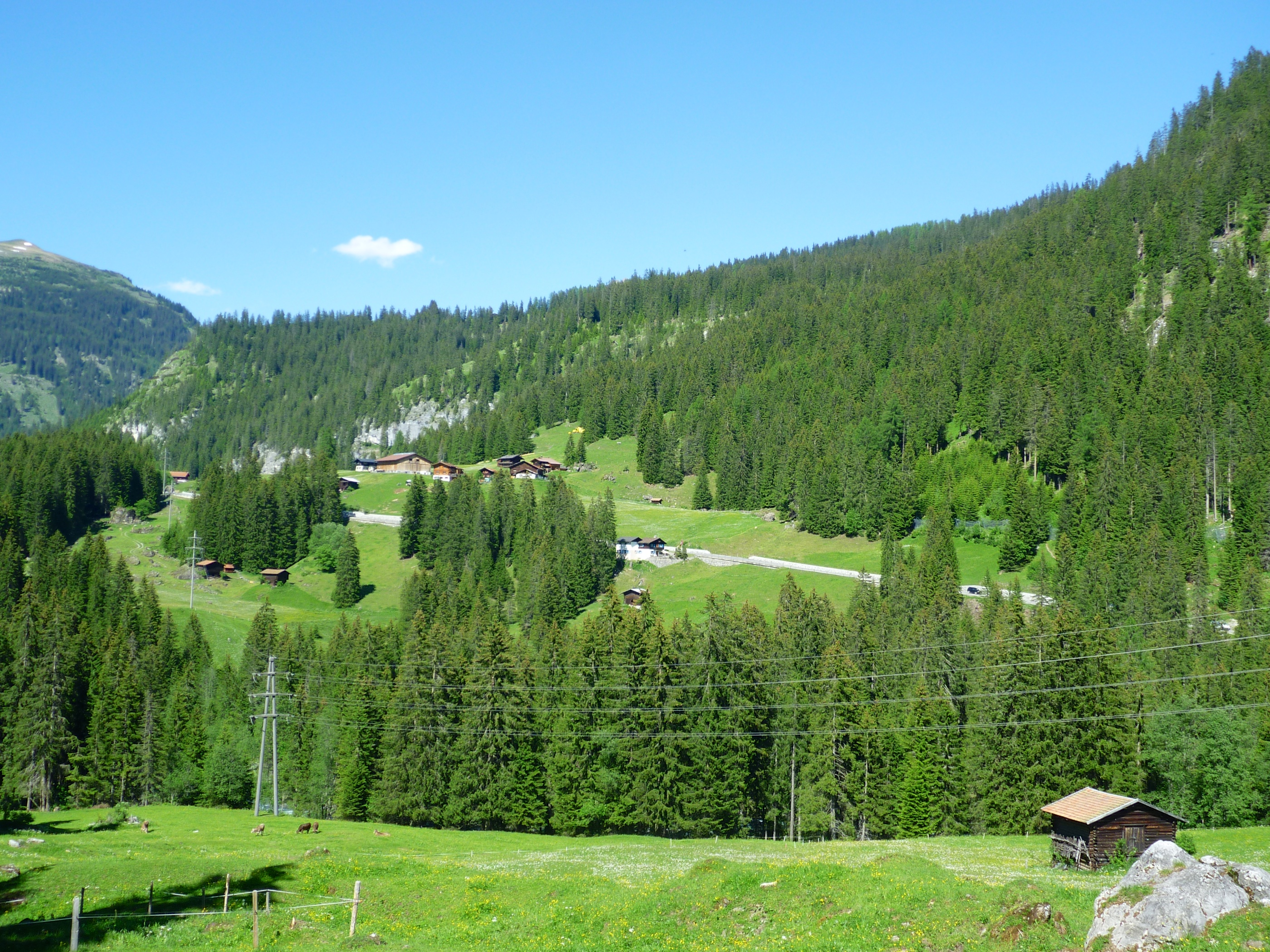
Sunnenrüti, südlicher Teil

Die Sunnenrüti (auch: Sonnenrüti, Sunnarüti) ist eine auf 1450 m gelegene ehemalige Fraktion der früheren Bündner Gemeinde Langwies im Schanfigg in der Nähe von Arosa. Sie befindet sich rechts der Plessur an einem Moränenrücken bei Kilometer 23 der Schanfiggerstrasse, zwischen Langwies Platz und der Litzirüti. Seit Anfang 2013 ist die Sunnenrüti Teil der Gemeinde Arosa.

## Beschreibung

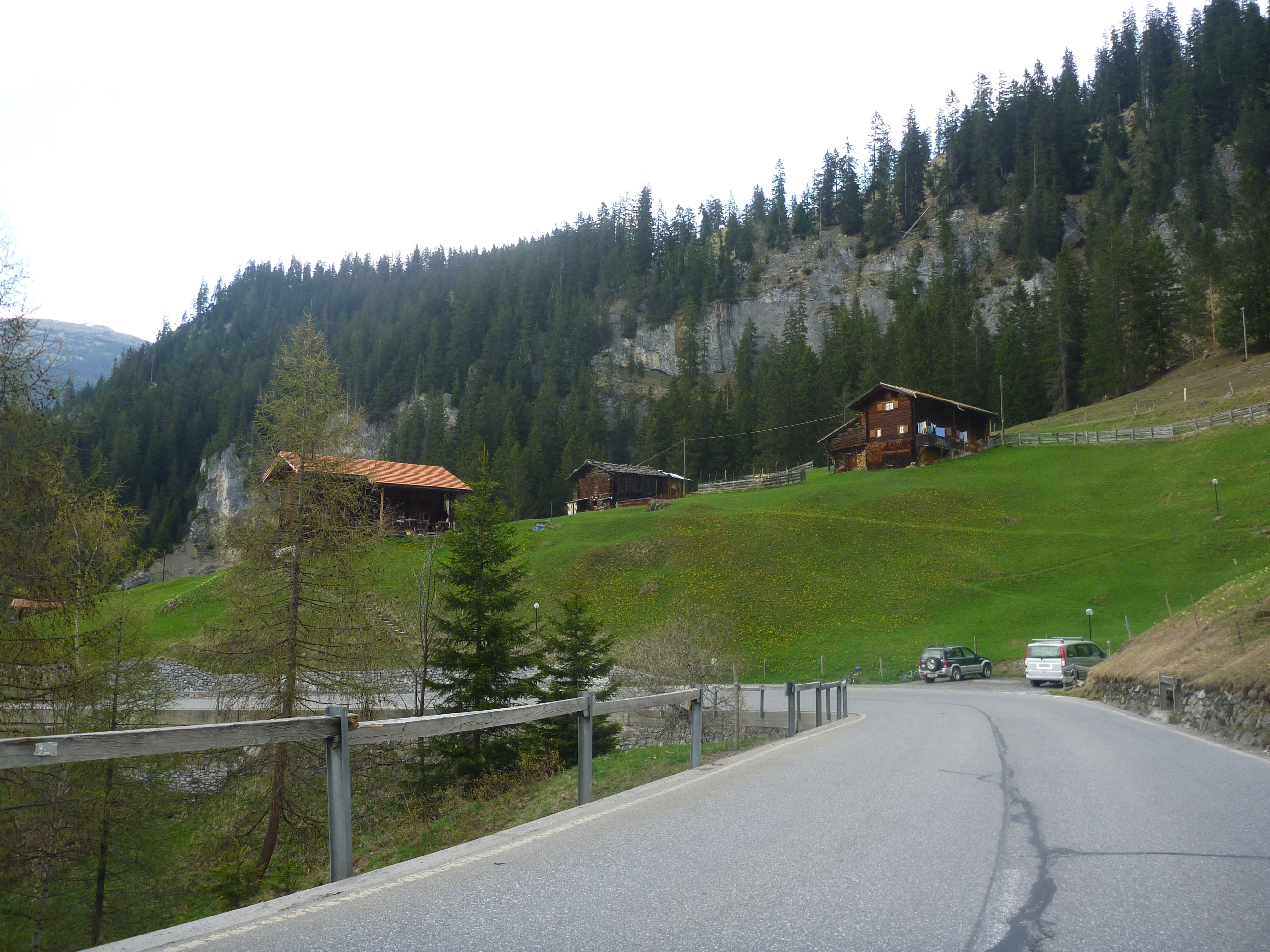
Nördlicher Teil

Der Ort wurde wie die gesamte Streusiedlung Langwies im 13. und 14. Jahrhundert von Walsern besiedelt. Er besteht aus Einzelhöfen und einigen wenigen Ferienhäusern. Für das Ortsbild typisch sind die diversen, noch ursprünglich erhaltenen Walserhäuser. Noch heute lebt der etwa 30 Einwohner zählende Ort fast ausschliesslich von der Landwirtschaft. Die Sunnenrüti verfügt weder über einen Laden noch ein Restaurant oder eine Kirche. Amtssprache ist wie in allen Gemeinden des Schanfigg Deutsch, Umgangssprache das Walserdeutsch.

## Erschliessung
Im Gegensatz zur Litzirüti und Langwies Platz wird die Sunnenrüti nicht von der Arosabahn bedient, da diese bis zum Langwieser Viadukt durchgehend auf der linken Talseite verläuft. Hingegen ist der Ort seit 1890 mit der kantonalen Verbindungsstrasse Chur - Arosa, der Schanfiggerstrasse, erschlossen. Am höchsten Punkt der Sunnenrüti zweigt ostwärts ein grösstenteils unbefestigtes Verbindungssträsschen ab, das via Stritwald und Waldji die Alpsiedlungen Rongg und Medergen erschliesst. Ein Wanderweg oberhalb der Schanfiggerstrasse, der sogenannte Sommerweg zur Säge Langwies, ist ein Überrest des früheren Saumpfades Langwies-Arosa. Die Wiesen der Sunnenrüti sind bevorzugte Zuschauerfelder des Bergrennens Arosa ClassicCar, das hier vorbeiführt.

## Etymologie

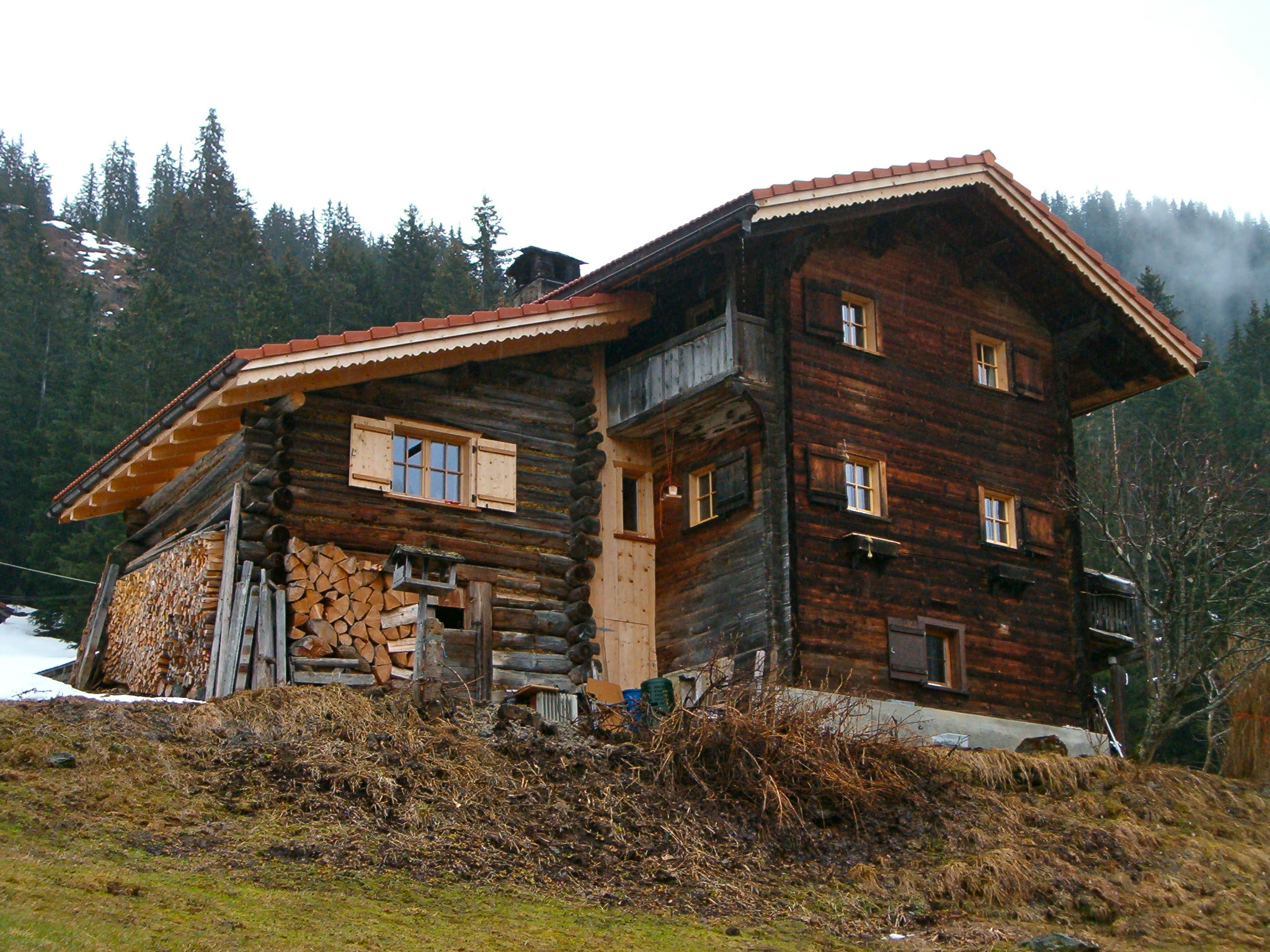
Walserhaus in der Sunnenrüti

Der Name "Sunnenrüti" bezeichnet "die auf der Sonnenseite liegende Waldrodung" und stellt damit das Gegenstück zur Litzirüti dar, die weiter talaufwärts auf der Litzi-Seite liegt, also der Schattenseite des oberen Schanfiggs.

## Varia
Die Sunnenrüti war beziehungsweise ist der Wohnort des ehemaligen Eishockey-Nationalspielers Jöri Mattli sowie von Kathrin Sprecher, Siegerin der Landfrauenküche 2011 des Schweizer Fernsehens und Gastgeberin von Bundespräsidentin Eveline Widmer-Schlumpf anlässlich des traditionellen 1. August-Brunches 2012 auf dem Hof Sunnenrüti.